# ميخائيل ألبوف
ميخائيل نيلوفيتش ألبوف (20 نوفمبر 1851 - 25 يونيو 1911) (بالروسية: Михаил Нилович Альбов) هو كاتب روسي.

## مسيرته
ولد ألبوف في سان بطرسبرغ سنة 1851. أظهر منذ سن مبكرة حبه للقراءة. كان مهتمًا بشكل خاص بالأعمال الأجنبية مثل روبنسون كروزو وديفيد كوبرفيلد، ورواية نيقولاي غوغول «النفوس الميتة» التي تركت انطباعاً عميقاً في نفسه.
ظهرت روايته الأولى «على الطريق الجديدة» في عام 1866 وجذبت الانتباه العام. درس في جامعة سانت بطرسبرغ الحكومية، حيث تخرج من كلية الحقوق في عام 1879. وبعد تخرجه؛ تولى وظيفة في الخدمة المدنية، لكنه استقال منها بعد بضعة أشهر.
في تسعينات القرن التاسع عشر كان رئيس تحرير المجلة الشعبية «هيرالدا الشمالية» (بالروسية: Се́верный ве́стник). توفي في سان بطرسبرج عام 1911.

## روابط خارجية
- Some of M. M. Agrest publications on his Paleocontact Hypothesis.
- M. M. Agrest web page.
- Monographs by M. M. Agrest